# Chaserey
Chaserey – miejscowość i gmina we Francji, w regionie Grand Est, w departamencie Aube.
Według danych na rok 1990 gminę zamieszkiwało 57 osób, a gęstość zaludnienia wynosiła 8 osób/km².